# Hagen (Weste)
Hagen ist ein Ortsteil der Gemeinde Weste im niedersächsischen Landkreis Uelzen.

## Geografie und Verkehrsanbindung
Hagen liegt östlich des Kernortes Weste. Die B 191 verläuft südöstlich und die Landesstraße 252 nördlich. Südlich des Ortes fließt der Dörmter Bach, ein rechter Nebenfluss der Wipperau.